# 신인식 (기업인)
신인식(申仁湜, 1963년 8월 16일 ~ 현재)은 대한민국의 기업인이다. 본적은 충남 예산군이다.

## 생애
충청남도 예산군 출생으로 2020년 1월부터 2021년 12월까지 NH농협카드 사장직을 역임하였다.

## 학력
서울 고려고 졸업, 성균관대학교 졸업

## 주요경력
- 2020. 1. ~ 2021.12 : NH농협카드 사장
- 2017. 1. NH농협은행 대전영업본부장
- 2016. 1. NH농협은행 인사부장
- 2015. 1. NH농협은행 개인고객부장
- 2012. 3. NH농협은행 자금관리단장
- 2011. 1. 상대원지점장
- 2007. 8. 분당PB센터장
- 2003. 1. 경영평가팀장
- 1989. 3. 농협중앙회 입사